# Wrażniówka (powiat mielecki)
Wrażniówka – osada leśna w Polsce położona w województwie podkarpackim, w powiecie mieleckim, w gminie Mielec.